# Línea 146 (EMT Madrid)
La línea 146 de la EMT de Madrid une la Plaza del Callao con Los Molinos, en el barrio de Salvador (San Blas-Canillejas).

## Características

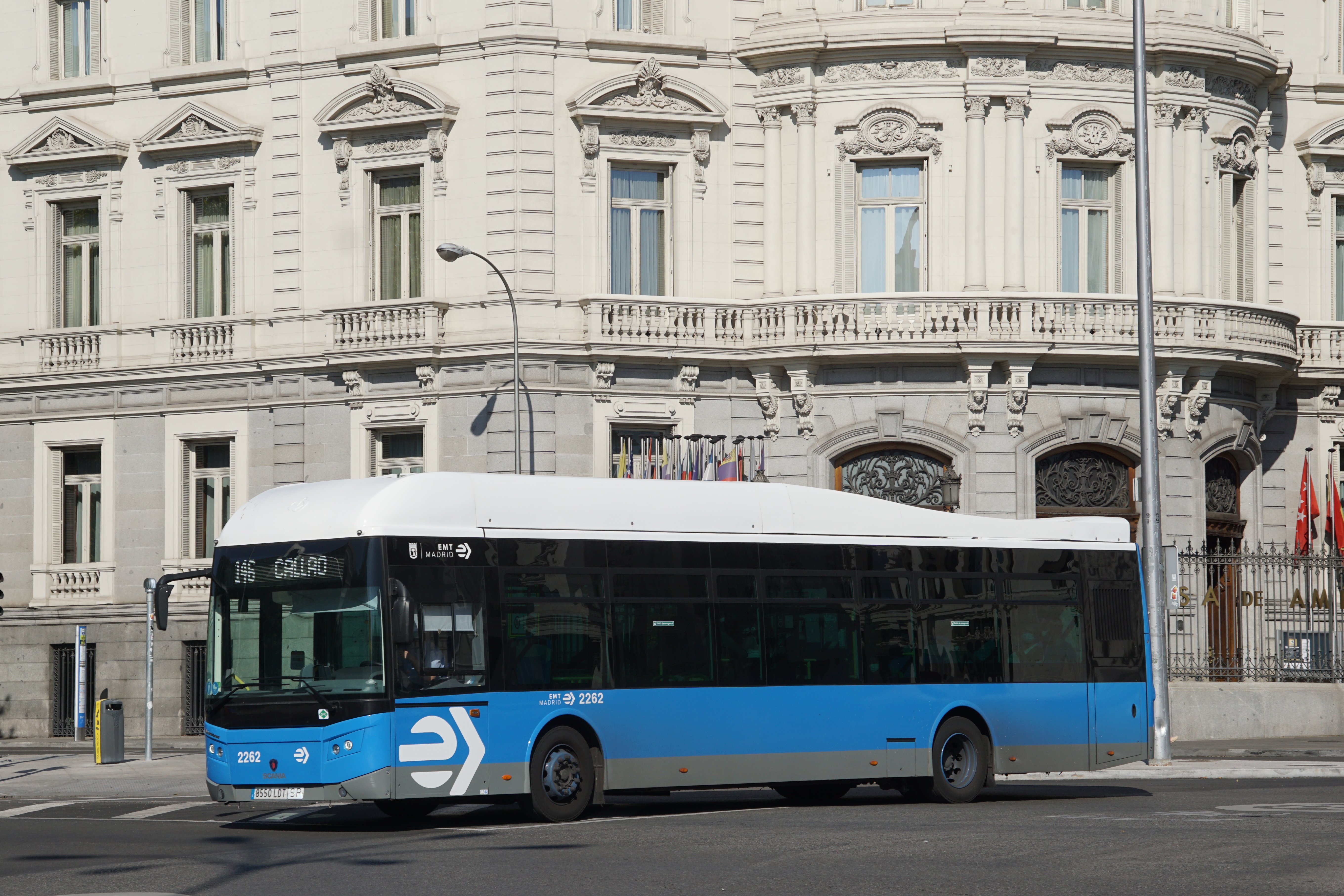
En Plaza de Cibeles, agosto de 2020.

La línea 146 comunica la Plaza del Callao con el barrio de Salvador (San Blas-Canillejas), siendo la denominación de la cabecera externa Los Molinos, debido a la proximidad del Parque Quinta de los Molinos. En su recorrido abarca buena parte de la calle de Alcalá y el Barrio de la Concepción.
Fue puesta en servicio el 1 de noviembre de 1989, sustituyendo a las líneas M1 y M8. Originalmente, el recorrido se limitaba a la intersección de las calles José del Hierro y Arturo Soria, siendo entonces su denominación Plaza del Callao-Arturo Soria.

### Frecuencias
| Lunes a viernes laborables |               |
| De 6:00 a 8:00             | 7-12 minutos  |
| De 8:00 a 22:00            | 6-9 minutos   |
| De 22:00 a 23:00           | 9-12 minutos  |
| Sábados laborables         |               |
| De 6:00 a 10:00            | 9-23 minutos  |
| De 10:00 a 22:00           | 8-11 minutos  |
| De 22:00 a 23:00           | 10-14 minutos |
| Domingos y festivos        |               |
| De 7:00 a 11:00            | 9-22 minutos  |
| De 11:00 a 21:00           | 9-11 minutos  |
| De 21:00 a 23:00           | 10-20 minutos |

## Recorrido y paradas

### Sentido Los Molinos
| Código | Parada                                         | Común con               | Conexiones con Metro | Otros |
| ------ | ---------------------------------------------- | ----------------------- | -------------------- | ----- |
| 5568   | CALLAO (C/ Jacometrezo)                        |                         | Callao               |       |
| 169    | Santo Domingo                                  | 1 2 3 46 74 001         | Santo Domingo        |       |
| 723    | Gran Vía-Callao                                | 1 2 3 46 74 001         | Gran Vía Sol         |       |
| 724    | Gran Vía-Montera                               | 1 2 3 46 74 001         |                      |       |
| 5138   | Gran Vía-Pedro Zerolo                          | 1 2 3 46 74 001 002     |                      |       |
| 164    | Círculo de Bellas Artes (Gran Vía)             | 1 2 3 46 74 001 002     |                      |       |
| 90     | Círculo de Bellas Artes                        | 9 52 001                |                      |       |
| 70     | Cibeles                                        | 1 2 9 15 20 51 52 74    | Banco de España      |       |
| 162    | Puerta de Alcalá-Retiro                        | 1 2 9 15 19 20 51 52 74 | Retiro               |       |
| 751    | Escuelas Aguirre-Casa Árabe                    | 15 52                   | Príncipe de Vergara  |       |
| 753    | Felipe II                                      | 43 152                  | Goya                 |       |
| 678    | Alcalá-Goya                                    | 21                      |                      |       |
| 680    | Alcalá-Hermosilla                              | 21 43 53                |                      |       |
| 682    | Alcalá-Manuel Becerra                          | 21 43 53 E5             | Manuel Becerra       |       |
| 685    | Alcalá-Parque Bomberos                         | 12 21 38 53 106 110 210 |                      |       |
| 756    | Ventas                                         | 38 106 110 210          | Ventas               |       |
| 758    | El Carmen                                      | 38                      | El Carmen            |       |
| 760    | Alcalde López Casero                           |                         |                      |       |
| 762    | José Banús                                     |                         |                      |       |
| 764    | Parque Calero                                  | 48                      |                      |       |
| 766    | José del Hierro-Polideportivo                  | 48                      |                      |       |
| 768    | Hermanos de Pablo                              | 48                      |                      |       |
| 769    | José del Hierro-Mandarina                      | 48                      |                      |       |
| 771    | Arturo Soria-José del Hierro                   | 48                      |                      |       |
| 773    | Marqués de Hoyos                               |                         |                      |       |
| 4428   | López de Aranda                                |                         |                      |       |
| 4430   | López de Aranda-Tampico                        |                         |                      |       |
| 4432   | Tampico                                        |                         |                      |       |
| 3111   | Diario ABC                                     | 114                     |                      |       |
| 3113   | Juan Ignacio Luca de Tena-Juana I              | 114                     |                      |       |
| 3116   | Juan Ignacio Luca de Tena-Botánico             | 114                     |                      |       |
| 4434   | Los Molinos                                    | 114                     |                      |       |
| 4435   | LOS MOLINOS (C/ Juan Ignacio Luca de Tena, 21) |                         |                      |       |

### Sentido Callao
| Código | Parada                                         | Común con                                     | Conexiones con Metro    | Otros |
| ------ | ---------------------------------------------- | --------------------------------------------- | ----------------------- | ----- |
| 4435   | LOS MOLINOS (C/ Juan Ignacio Luca de Tena, 21) |                                               |                         |       |
| 3115   | Juan Ignacio Luca de Tena-Botánico             | 114                                           |                         |       |
| 3114   | Juan Ignacio Luca de Tena-Juana I              | 114                                           |                         |       |
| 3112   | Diario ABC                                     | 114                                           |                         |       |
| 4433   | Tampico                                        |                                               |                         |       |
| 4431   | López de Aranda-Tampico                        |                                               |                         |       |
| 4429   | López de Aranda                                |                                               |                         |       |
| 4511   | Arturo Soria-José del Hierro                   | 48                                            |                         |       |
| 770    | José del Hierro-Mandarina                      | 48                                            |                         |       |
| 577    | Hermanos de Pablo                              | 48                                            |                         |       |
| 776    | Virgen del Portillo-Polideportivo              | 48                                            | Barrio de la Concepción |       |
| 777    | Parque Calero                                  | 48                                            |                         |       |
| 763    | José Banús                                     |                                               |                         |       |
| 761    | Alcalde López Casero                           |                                               |                         |       |
| 759    | El Carmen                                      | 38 106                                        | El Carmen               |       |
| 757    | Ventas                                         | 21 38 106 110 210                             | Ventas                  |       |
| 5146   | Alcalá-Parque Bomberos                         | 21 38 53 106 110 210                          |                         |       |
| 684    | Manuel Becerra                                 | 21 38 53 106 110 210                          |                         |       |
| 683    | Alcalá-Manuel Becerra                          | 21 43 53                                      | Manuel Becerra          |       |
| 681    | Alcalá-Hermosilla                              | 21 43 53                                      |                         |       |
| 679    | Alcalá-Goya                                    | 21 43 53                                      |                         |       |
| 754    | Felipe II                                      |                                               | Goya                    |       |
| 778    | Metro Príncipe de Vergara                      | 15 152                                        | Príncipe de Vergara     |       |
| 4055   | Escuelas Aguirre-Casa Árabe                    | 15 52                                         |                         |       |
| 161    | Puerta de Alcalá                               | 1 2 9 15 20 51 52 74                          | Retiro                  |       |
| 69     | Cibeles                                        | 1 2 9 15 20 51 52 53 74 Exprés Aeropuerto 001 | Banco de España         |       |
| 5135   | Círculo de Bellas Artes                        | 1 2 74 001                                    |                         |       |
| 5137   | Gran Vía-Pedro Zerolo                          | 1 2 74 001                                    |                         |       |
| 4094   | Gran Vía-Montera                               | 1 2 46 74 001 002                             | Gran Vía Sol            |       |
| 9      | Gran Vía-Callao                                | 1 2 46 74 001                                 |                         |       |
| 5568   | CALLAO (C/ Jacometrezo)                        |                                               | Callao                  |       |

## Galería de imágenes

Mapa zonal de la estación de metro de Ventas con los recorridos de las líneas de autobuses, entre las que aparece el 146.
Mapa zonal de la estación de metro de El Carmen con los recorridos de las líneas de autobuses, entre las que aparece el 146.